# Jari Ketomaa
Jari Ketomaa (ur. 18 kwietnia 1979 w Mikkeli) – fiński kierowca rajdowy. W swojej karierze trzykrotnie wywalczył mistrzostwo Finlandii w grupie N.
W 2000 roku Ketomaa zadebiutował w Rajdowych Mistrzostwach Świata. Pilotowany przez Petriego Lanttę i jadący Subaru Imprezą 555 nie ukończył wówczas Rajdu Finlandii z powodu wypadku. W kolejnych latach sporadycznie występował w rajdach Mistrzostw Świata – głównie w Rajdzie Finlandii oraz Rajdzie Szwecji. W 2009 roku zajmując 7. miejsce w Rajdzie Finlandii zdobył swoje pierwsze 2 punkty w karierze do klasyfikacji generalnej Mistrzostw Świata. Z kolei w 2010 roku rozpoczął w starty w grupie SWRC jadąc samochodem Ford Fiesta S2000. W Rajdzie Nowej Zelandii był ósmy, dzięki czemu zdobył 4 punkty w Mistrzostwach Świata. W SWRC wygrał zarówno wspomniany wyżej rajd, jak i kolejny – Rajd Portugalii.
Swoje sukcesy Ketomaa odnosił także na rodzimych trasach Finlandii. W 2006 roku wywalczył swoje pierwsze mistrzostwo kraju w grupie N. W latach 2007 i 2009 również zostawał mistrzem Finlandii w grupie N. Startował Subaru Imprezą WRX STI oraz Mitsubishi Lancerem Evo 9.

## Występy w mistrzostwach świata
| Sezon | Zespół                     | Samochód                              | 1        | 2        | 3          | 4          | 5          | 6         | 7        | 8             | 9         | 10              | 11            | 12              | 13              | 14              | 15              | 16              | Punkty | Miejsce |
| ----- | -------------------------- | ------------------------------------- | -------- | -------- | ---------- | ---------- | ---------- | --------- | -------- | ------------- | --------- | --------------- | ------------- | --------------- | --------------- | --------------- | --------------- | --------------- | ------ | ------- |
| 2000  | Jari Ketomaa               | Subaru Impreza 555                    | Monako   | Szwecja  | Kenia      | Portugalia | Hiszpania  | Argentyna | Grecja   | Nowa Zelandia | NU        | Cypr            | Francja       | Włochy          | Australia       | Wielka Brytania |                 |                 | 0      | -       |
| 2001  | Jari Ketomaa               | Subaru Impreza 555                    | Monako   | Szwecja  | Portugalia | Hiszpania  | Argentyna  | Cypr      | Grecja   | Kenia         | NU        | Nowa Zelandia   | Włochy        | Francja         | Australia       | Wielka Brytania |                 |                 | 0      | -       |
| 2002  | Jari Ketomaa               | Subaru Impreza 555 Subaru Impreza WRX | Monako   | 30       | Francja    | Hiszpania  | Cypr       | Argentyna | Grecja   | Kenia         | NU        | Niemcy          | Włochy        | Nowa Zelandia   | Australia       | Wielka Brytania |                 |                 | 0      | -       |
| 2007  | Jari Ketomaa               | Mitsubishi Lancer Evo 9               | Monako   | Szwecja  | Norwegia   | Meksyk     | Portugalia | Argentyna | Włochy   | Grecja        | NU        | Niemcy          | Nowa Zelandia | Hiszpania       | Francja         | Japonia         | Irlandia        | Wielka Brytania | 0      | -       |
| 2008  | Jari Ketomaa               | Subaru Impreza WRX STI                | Monako   | 10       | Meksyk     | Argentyna  | Jordania   | Włochy    | Grecja   | Turcja        | Finlandia | Niemcy          | Nowa Zelandia | Hiszpania       | Francja         | Japonia         | Wielka Brytania |                 | 0      | -       |
| 2009  | Jari Ketomaa               | Subaru Impreza WRX STI                | Irlandia | Norwegia | Cypr       | Portugalia | Argentyna  | Włochy    | Grecja   | Polska        | 7         | Australia       | Hiszpania     | Wielka Brytania |                 |                 |                 |                 | 2      | 17.     |
| 2010  | Shanghai FCACA Rally Team  | Ford Fiesta S2000                     | Szwecja  | Meksyk   | 25         | Turcja     | 8          | 11        | Bułgaria | NU            | Niemcy    | 9               | 11            | Hiszpania       | NU              |                 |                 |                 | 6      | 14.     |
| 2011  | HJ-Autotalo.com            | Ford Fiesta RS WRC                    | Szwecja  | Meksyk   | Portugalia | Jordania   | Włochy     | Argentyna | Grecja   | NU            | Niemcy    | Australia       | Francja       | Hiszpania       | Wielka Brytania |                 |                 |                 | 0      | –       |
| 2012  | Jari Ketomaa               | Ford Fiesta RS WRC                    | Monako   | NU       | Meksyk     | 9          | Argentyna  | Grecja    | 11       | 8             | Niemcy    | Wielka Brytania | Francja       | Włochy          | Hiszpania       |                 |                 |                 | 6      | 22.     |
| 2013  | Jari Ketomaa/Dmack-Autotek | Ford Fiesta RS WRC                    | Monako   | NU       | Meksyk     | Portugalia | Argentyna  | Grecja    | Włochy   | 7             | Niemcy    | Australia       | Francja       | Hiszpania       | 9               |                 |                 |                 | 8      | 18.     |